# Abbaye de la Bussière
À ne pas confondre avec l'abbaye de Bussières-les-Nonains, également cistercienne mais de la branche féminine, et située dans la vallée de la Queugne.
Pour les articles homonymes, voir La Bussière.
L'abbaye de la Bussière, appelée également abbaye Notre-Dame des Trois Vallées, est une ancienne abbaye cistercienne fondée au XIIe siècle sur la commune française de La Bussière-sur-Ouche, dans le département de la Côte-d'Or et la région Bourgogne-Franche-Comté.
Elle est le lieu de sépulture des épouses des ducs de Bourgogne.

## Histoire

### Fondation, incendie, déménagement
Le 13 mars 1131, Garnier de Sombernon fonde l'abbaye d'Aseraule (où poussent des érables) tout à fait en amont de l'Arvo (Arvault à l'époque), à 5,3 km au nord-ouest de l'actuelle abbaye, lui donnant Tres Valles et tout son territoire.
L'emplacement exact de Tres Valles est débattu. L'endroit est déjà mentionné au VIIe siècle : en 696, Ansbert, évêque d'Autun, lègue par testament sa villa de Tres Valles "à son église cathédrale" et à l'oratoire dédié à saint Léger,. Au XIIe siècle, il est probable que Tres Valles n'est plus habité voire est détruit, car les moines de Saint-Symphorien n'émettent aucune réclamation sur cette terre à la suite de la donation de 1131. De même rien n'indique qu'Azeraule est habitée lors de l'installation des moines (comme les cisterciens recherchaient la solitude, il est même très probable que le lieu était désert).
Pour Marion, le Tres Valles du XIIe siècle est une villa à l'emplacement de l'abbaye actuelle ; pour Richard, le nom désigne le territoire des vallons de l'Oiserolle, des Godeaux (les Gordots) et de Saunière, tandis que pour Fyot, il englobe tout le bassin de l'Arvo y compris Crosson, la Forêt, Comberainbeuf, et une portion de la vallée de l'Ouche. Il n'y a pas de cours d'eau dans le vallon de Saunière ; par contre, l'Arvo tout à fait en amont est bien divisé en trois petits bras, dans les vallons de l'Oiserolle, des Gordots et du Champ Piquet ; les trois bras se réunissent à la ferme de Crosson, qui correspond bien à un lieu où trois vaux se rencontrent.
L'ordre de Cîteaux, pourtant âgé de seulement 33 ans, a déjà acquis une grande renommée ; Gauthier s'adresse à Étienne Harding, troisième abbé de Cîteaux, pour peupler la nouvelle abbaye de ses moines. Harding envoie treize moines, dont l'un, Gauthier, est nommé supérieur. En septembre ou octobre 1131, Garnier de Sombernon confirme sa donation devant le duc de Bourgogne Hugues II et la duchesse Mathilde de Mayenne. À cette occasion, Hugues II déclare prendre la nouvelle abbaye sous sa protection spéciale et, sous son instigation, Bouchard, prieur de Vergy, fait lui aussi une donation : toute la terre depuis la villa Croat (actuellement les Gruey) jusqu'à la rivière Oscre (l'Ouche), et depuis le pont de l'Ouche jusqu'à Combam Raibo (Comberainbeuf). En compensation, Hugues donne à Vergy tout ce qu'il possède sur les territoires de Flagy (Flagey) et de Veone (Vosne - celui du Vosne-Romanée).
Le choix du lieu d'implantation n'est pas très heureux : le terroir est rude, le sol est caillouteux et l'eau est rare : il y a bien une belle source à l'Azeraule, mais elle tarit lors de grandes sécheresses. Puis les bâtiments de l'abbaye ne sont pas encore achevés, qu'un incendie détruit tout le bâti existant. Garnier de Sombernon persévère : il transporte le siège de l'abbaye à la confluence de l'Arvo, à 514 m d'altitude, au pied du même plateau où se trouve l'Aseraule. Ce lieu s'appelle désormais Buxeria, qui devient à terme "la Bussière". Dès le XIIe siècle, des hameaux se groupent autour de l'abbaye.
Lors de ce transfert, Garnier, décidément généreux, achète des biens proches de la nouvelle abbaye et les donne à celle-ci ; il fait ratifier cette donation par Arnoul le Cornu, qui tient ces biens en fief. Il donne aussi aux moines les droits de pâturage et de pêche sur toutes ses terres et le droit d'usage dans ses bois - mais se réserve le droit de chasse. Le territoire de l'abbaye est alors divisé en deux parties : l'amont de l'Arvo (le Tres Valles d'origine) et l'aval vers la confluence ; Crosson, qui se trouve au point de passage obligé pour accéder aux trois petites vallées de l'amont, voit ses terres endommagées par les fréquentes allées et venues des convers et des sergents de l'abbaye. Les plaintes vont loin, puisqu'on les retrouve dans une bulle du pape Alexandre III. Mais cet inconvénient dure peu : vers 1140, Aymond de Drée, qui tient Crosson en alleu, le donne à l'abbaye ; dans la charte de donation, il est spécifié que le hameau est « enclos dans les terres de l'abbaye ».
Les travaux de construction sont activement poussés, mais Garnier meurt avant de les voir terminés. La grande église qu'il a commencée est achevée en 1172 au frais de Ponce-de-Mont-Saint-Jean, seigneur de Charny ; dédiée à Marie selon la tradition cistercienne, elle est consacrée la même année par Pierre le Vénérable, évêque de Tarentaise et ancien moine de Cîteaux, qui traverse le pays en chemin vers l'Angleterre où il a pour mission de réconcilier le roi Henri II Plantagenêt et son fils Henri le Jeune.
L'église achevée avec sa sacristie et l'armarium attenant, les travaux se poursuivent sur le reste de l'abbaye. Début XIIIe siècle , l'aile Est du corps principal de l'abbaye englobe l'armarium et la sacristie qui est agrandie d'une travée côté Est et reçoit une croisée d'ogives. En même temps que cette aile sont construits le cellier et le réfectoire des moines, trois éléments qui ont survécu jusqu'à notre temps ; le chœur de l'église est aussi agrandi d'une travée .

### Croissance

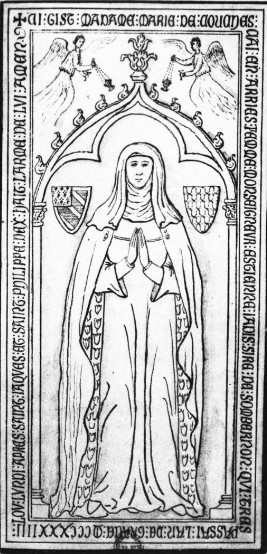
Marie de Couches, femme d'Étienne de Sombernon.

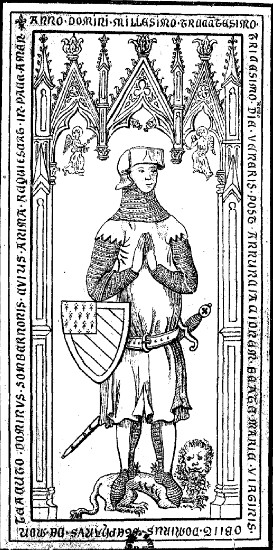
Étienne de Montagu († 1339?).

Dès le XIIe siècle des hameaux se groupent autour de l'abbaye. Fin XIIe siècle ou début XIIIe siècle une très grande grange est construite à Azeraule. Remaniée au long des siècles, elle existe toujours. Elle est appelée "grange dîmière". Ses contreforts, pieds droits et arcs de cintre sont en belle pierre blanche importée d'ailleurs (pierre d'origine non locale) et qui contraste avec les moëllons des murs. Une croix de chemin de l'époque, voisine de la grange, a également perduré jusqu'à nos jours. En-dehors de l'enceinte de l'abbaye se développe un petit bourg appelé la Basse-Cour, enclos de murs aux XVIe, XVIIe et XVIIIe siècles.
Les exemples de générosité du fondateur, du duc de Bourgogne et d'autres, portent leurs fruits : l'abbaye s'enrichit "à une incroyable rapidité", dit l'un de ses historiens, dès la fin du XIIe siècle et au long du XIIIe siècle. Des biens sont dénombrés jusqu'à Dijon, Beaune, Semur, Vitteaux. Vers l'an 1200 elle possède droits de pâturage et d'usage dans presque toutes les forêts de l'Auxois. En 1204, Ylla de Thorey donne les hameaux de Beurey et l'Epinois de Soussey à l'Abbaye. En avril 1267 selon une charte de Guy seigneur de Coyon, elle a le droit de pêche exclusif sur presque 10 km du cours de l'Ouche, ad navem et filetum, lurram et trussam? Godefroy, évêque de Langres (1139-1163), donne à l'abbaye les deux paroisses d'Agey et de Gissey avec leurs dépendances : Baume-la-Roche et la moitié de la paroisse de Remilly, et exempte les moines de toutes dîmes et exactions. Parmi la multitude de chartes similaires, l'une de 1211 montre Guillaume le Blanc, seigneur de Marigny, donnant aux moines le droit d'extraction dans la mine sur sa terre de Gissey. Une autre charte porte une indication digne de curiosité : en 1202 Eudes III, duc de Bourgogne (1192-1218), confirme une donation par Bertrand de Saudone, de toutes ses vignes à Savigny, avec le consentement des enfants du donateur et celui de la communauté de Savigny ("laudante communia de villa Saviniaci") - pourtant Savigny n'a jamais été affranchi. Les plus gros donateurs sont les seigneurs de Châtellenot, de Charny, de Chaudenay, de Saffres (Guy de Saffres, mort en 1305, est enterré à l'abbaye), de Commarin et surtout ceux de Sombernon et de la maison de Marigny-Montagu. Au XIIIe siècle les moines élèvent une grande chapelle derrière le chœur de l'église : la "chapelle des fondateurs". Les ducs de Bourgogne sont en bonne place : en 1196 l'abbé de la Bussière tient en fief d'Eudes III une maison à Dijon. Avant 1349 Eudes IV cède à l'abbé Guy de Châteauneuf le cimetière des juifs à Dijon, sur lequel l'abbé fait construire un hôtel. Les ducs abandonnent aussi à l'abbaye les droits seigneuriaux de haute, moyenne et basse justice sur les habitants de Bellenot, de Martroy, de Grandchamps, de Beury, et toutes leurs possessions sur les bords de l'Armançon. Les moines avaient à Morey (où existe toujours un petit hameau appelé "la Bussière") un lieu de franchise et d'asile appelé la Petite Bussière : toute violation entraînait l'excommunication.
L'abbaye compte trois cents moines à son apogée à la fin du XIIIe siècle. Elle attire les seigneurs locaux ; en 1248 Guillaume de Maconge est enterré à l'abbaye. Mais les donations se font plus rares après 1260 ; il est possible que l'aisance ait amené un relâchement des mœurs et que l'abbaye ait perdu de son prestige.
Les évêques d'Autun, qui voudraient soumettre l'abbaye à leur juridiction diocésaine, n'ont même pas le droit de visite (qui entraîne un coût parfois élevé pour l'établissement hôte) et se heurtent aux abbés de la Bussière : au-delà des privilèges généraux dont bénéficie l'ordre de Cîteaux, la Bussière a des privilèges spéciaux qui tiennent tant du pouvoir séculier que de l'ecclésiastique ; et ces privilèges spéciaux ont été confirmés par les papes Luce III en 1180 et Nicolas IV le 10 avril 1290. Querelles, plaintes et réclamations sans cesse renouvelées vont devant les abbés de Citeaux ou les ducs de Bourgogne mais aucun accord n'est atteint.
En 1345 Guy de la Chaume (1345 - † 22 juin 1351), évêque d'Autun nouvellement installé, veut faire plier la Bussière. Il obtient des lettres de Clément VI ordonnant à l'abbé de recevoir les commissaires de l'évêque et de leur payer un droit de past de 10 livres petits tournois. Hugues de Pressac, député par les commissaires et armé des lettres papales, se présente à l'abbaye - où il n'est pas reçu. L'exhibition des lettres amène l'abbé à se retrancher derrière ses privilèges ; trois sommations devant témoins restant sans résultat, Pressac fait rédiger par un clerc du bailliage de Vitteaux un procès-verbal du refus de le recevoir et se retire en menaçant le couvent d'excommunication et autres sanctions ecclésiastiques. L'affaire n'en est très probablement pas restée là mais, comme on peut s'y attendre, les archives de la Bussière ne contiennent rien de plus sur ce point. Les évêques n'ont peut-être eu d'autre recours que de se lasser devant la porte close et de laisser les abbés régner en paix sur leur maison.

### XIVesiècle: double papauté et guerre de Cent Ans
Un tournant est pris le 7 mars 1277, lorsque l'évêque de Paris, Étienne Tempier, condamne les averroïstes (Siger de Brabant) et certaines thèses de Thomas d'Aquin. L'Église devient une force conservatrice. L'ordre féodal est menacé par la demande de reconnaissance politique des villes (Étienne Marcel, ordonnance cabochienne…). La première séquence de la papauté d'Avignon commence en 1309 avec Clément V. Sept papes vont se succéder à Avignon jusqu'en 1377. La guerre de Cent Ans dure de 1337 à 1453.
En décembre 1359 les Anglais assiègent Savigny, la prennent le 27 janvier 1360 et s'en servent comme base pour écumer les alentours pendant six semaines. Les moines fuient comme tous les autres habitants des petites places, et se réfugient dans leur maison de Dijon. Le traité de Brétigny, qui ouvre sur neuf ans d'une trêve inconfortable, intervient en mai 1360 ; les écumeurs s'en vont, les moines reviennent et constatent les dégâts. Quelque 18 mois après, ils ont l'opportunité d'adresser leurs prières au roi Jean le Bon : le jeune duc de Bourgogne Philippe de Rouvre étant mort à 15 ans en 1361, Jean vient prendre possession du duché. C'est l'occasion pour lui de mériter de son surnom, car il est disposé à plaire à ses nouveaux sujets et reçoit avec bienveillance la demande d'aide de la Bussière. Il octroie à l'abbaye assez de subsides pour la remettre sur pied.
L'établissement accueille en toute fin de siècle la sépulture de Marguerite de Ventadour (? - 7 déc. 1399), fille de Bernard II comte de Ventadour et de Montpensier, dame d'Antigny, devenue comtesse de Joigny en épousant Miles de Noyers vers 1376/1378 et qui a donné à la Bussière sa maison de Buone (Beaune ?) avec ses dépendances. Elle est enterrée dans l'église de l'abbaye ainsi que Loys de la Trémoille, sire de Joigny, de Bourbon-Lancy et de Tonnerre, mort le 28 janvier 1465,.

### XVe–XVIIesiècles: la commende, déclin et fin de l'abbaye
L'abbaye s'est remise debout mais l'esprit du XVe siècle l'atteint profondément, comme beaucoup d'autres communautés : c'est le renouveau du régime de la commende après la première vague d'abus des IXe – XIe siècles. L'abbaye n'est plus qu'un bénéfice ecclésiastique servant à engraisser quelque gent de cour. L'intérêt de ses archives est réduit d'autant.
En 1559 l'abbaye comprend deux logis abbatiaux (de nos jours disparus), l'un dit « ancien » et l'autre « neuf ».
Mais le XVIe siècle est celui des guerres de religion, qui accélère un déclin commencé.
Vers 1620, la chapelle dite des étrangers est selon certains, détruite et remplacée par la chapelle Sainte-Anne se tenant dans le cimetière des moines au nord de l'église. Ceci correspond peut-être à l'anecdote suivante : depuis le début de l'abbaye, c'est-à-dire depuis le XIIe siècle, les moines concédaient aux habitants de la paroisse une des chapelles de leur église pour servir de lieu de culte paroissial. En 1621, sous le futile prétexte que leurs dévotions religieuses sont troublées par les activités de cette chapelle dans leur église, les moines s'avisent de transférer le lieu de culte paroissial dans la chapelle Sainte-Anne sise "dans leur garenne" (donc pas tout à fait dans leur cimetière). Grand tollé des habitants qui protestent haut ; les moines tiennent bon, les habitants aussi. L'abbé de Citeaux et l'évêque d'Autun doivent s'en mêler mais ne suffisent pas à arranger la situation. Plusieurs années se passent dans cette lutte, jusqu'à une excommunication qui seule peut amener les habitants à utiliser la chapelle Sainte-Anne - encore l'un d'eux préfère-t-il jusqu'à sa mort l'excommunication à l'humiliation de la perte de l'usage de l'église. Ainsi la chapelle Sainte-Anne devient église paroissiale au XVIIIe siècle.
Un troisième logis abbatial, lui aussi disparu de nos jours, est construit au XVIIe siècle.
En 1683 ou 1700, la Bussière subit un incendie. Six corps de bâtiments sont détruits, le clocher et une partie des voûtes de l'église également - la croisée du transept est sauve. Deuxième incendie en 1706 : destruction d'une grange et de deux écuries, le toit de la maison attenante à l'une des écuries incendiées est aussi endommagé. Au XVIIIe siècle l'église est très délabrée. Des travaux nécessaires sont effectués (vers 1820 ?). Un clocher-tour carré surmonté d'une flèche à huit pans à couverture d'ardoise vient remplacer la coupole d'origine - mais le portail est détruit et, par manque de finances, la nef est diminuée des deux-tiers sur sa longueur : les quatre travées antérieures de la nef et des bas-côtés sont supprimés. Malgré cela l'église a encore de belles proportions.

### Survivance des bâtiments
À la Révolution, les moines sont chassés en 1791 et l'abbaye est vendue aux enchères. L'église abbatiale construite en 1140 devient église paroissiale.
Le domaine est transmis en 1856 aux Hély d'Oissel, qui commencent à faire restaurer l'église et à y faire transporter les derniers gisants. À partir de 1897, leur fils, le baron Jean-Léonce Hely d'Oissel (1833-1920), entreprend une restauration générale qu'il confie à l'architecte Charles Suisse, architecte diocésain depuis 1874, et au sculpteur Xavier Schanosky, pour un coût final de 264 347,44 Francs de l'époque, soit 4 229 984 Francs en 1989. La sacristie et l'armarium ensemble deviennent la « chapelle des fondateurs ». En 1921, l'abbaye passe à sa fille, la marquise de Ségur. Devenue veuve et sans descendance, cette dernière en fait don en 1929 à l'évêché de Dijon pour qu'il accueille des retraites spirituelles. Elle prend cependant à sa charge, jusqu'à sa mort en 1935, une grande part du coût des travaux de restauration dirigés par Tillet, architecte des monuments historiques pour l'église, et par l'architecte ordinaire Forey pour l'abbaye,.
La maison d'accueil du diocèse de Dijon fonctionnant à partir des années 1960 a fermé en 2005. Les bâtiments ont été rachetés en 2005 et restaurés pour créer un château-hôtel de luxe, membre du réseau Relais & Châteaux, dans un parc de 7 hectares ; l'établissement a reçu sa première étoile au guide Michelin 2007. De 1967 à 1977, l'abbaye a accueilli les réunions informelles d'un groupe d'historiens qui devient par métonymie le Groupe de la Bussière. En 1988, le docteur François Alix, passionné de gnomonique, fait réaliser à l'abbaye un cadran solaire de type analemmatique de 6 × 4,40 m qui donne l'heure légale d'été de 6h du matin à 9h du soir.
L'église Notre-Dame-des-Trois-Vallées est attenante à l'abbaye mais non dépendante de cette dernière ; on peut encore la visiter en été. Son extérieur a été restauré peu avant 2010, pour un coût d'un million d'euros.

## Abbés
Suit une liste chronologique des abbés de la Bussière. Sauf indications contraires, les noms et autres renseignements sont ceux donnés par l'abbé Hugues du Tems (voir Du Tems 1775, ch. « Évêché d'Autun », p. 478-479).
- (1er) 1121 - ? : Gauthier, premier supérieur de la communauté, nommé par l'abbé de Citeaux Étienne Harding[5].
- (2e) 1145 ou avant - avant 1162 : Pierre I, renonce à la charge avant 1162
- (3e) ~1153/1154 : Hugues I, du temps d'Anastase IV (12 juillet 1153 - 3 décembre 1154)
- (4e) 1164 et 1173 : Galon
- (5e) 1175 et 1176 : Robert
- (6e) 1179 : Constantin I
- (7e) 1185 et 1188 : Anséric
- (8e) 1190 : Constantin II
- (9e) 1190 et 1193 : Guy I
- (10e) 1196 : Humbert
- (11e) 1200 et 1201 : Nicolas I
- (12e) 1202 et 1210 : Hugues II
- (13e) 1215 : Henri
- (14e) 1218 : Guillaume II
- (15e) 1232 : "M"
- (16e) 1264 : Pierre
- (17e) 1268 : "B"
- (18e) 1272 : Odet ou Odon
- (19e) pendant 15 ans : Jean d'Espinay
- (20e) 1302 : Guy II
- (21e) ?- 1327 : Simon de Tyl-Château († 1327)
- (22e) ? - 1357 : Guy de Châteauneuf, meurt le 22 juillet 1357. Eudes IV cède à l'abbaye le cimetière des juifs à Dijon, sur lequel Guy de Châteauneuf fait subséquemment construire un hôtel abbatial. Marion situe cette donation en 1388[23], ce qui n'est pas possible puisque Eudes IV meurt en 1349.
- (23e) ? - 1378 : Gillet de Plombières († 29 mai 1378)
- (24e) ? - 1414 : Richer de Hautecour († 13 janvier 1414)
- (25e) 1432 et 1441 : Guy IV
- (26e) 1466 : Jean II
- (27e) ? - 1507 : Claude de Dinteville († 1507)[MH 5], abbé de Beaulieu, de Reigny, etc. Les évêques d'Auxerre François Ier de Dinteville († 1530) et François II de Dinteville (1498-1554, neveu du premier) font partie de sa proche famille.
- (28e) 1510 : René de Bresche, abbé de Flavigny, etc.
- (29e) Ambroise de Bresche, dit de la Trémoille. Fait construire la chapelle Saint-Sylvestre au Pâquier de Chaumeau[note 7] ; la statue de saint Sylvestre qu'elle abritait a été amenée à la maison abbatiale[16].
- (30e) 1514 : Étienne Le Prince, doyen de la Sainte-Chapelle de Dijon
- (31e) Charles, cardinal de Lorraine
- (32e) 1558 : Girard de Savyé, chantre de la Sainte-Chapelle de Dijon
- (33e) 1598 et 1615 : André Bonnot. De son temps, l'abbé de Cîteaux obtient le rattachement de la Bussière à Cîteaux ; mais les autorités changent d'avis et, à la place de la Bussière, Cîteaux obtient le Miroir. Il démissionne. Les armes, peintes sur une vitre du chapitre de l'abbaye étaient d'azur, au chevron d'or, accompagné en chef de deux oiseaux d'argent, becqués du second, et en pointe d'une rose soutenue de même
- (34e) 1614 - ? : Nicolas II Jeannin, nommé à la suite de la démission du précédent.
- (35e) ? - 1658 ? : Nicolas III de Castille († 1er mars 1658), aussi abbé de Sainte-Bénigne de Dijon, de Saint-Martin d'Autun, etc.
- (36e) Nicolas IV Dublé-D'Uxelles, quitte ensuite l'état ecclésiastique et devient maréchal de France.
- (37e) 20 nov. 1672 - : Jacques Baragne de Moissy, nommé après la démission de Nicolas et de Melchior de Saint-Romain nommé par le roi.
- (38e) Armand de Quincé
- (39e) 29 nov. 1686 - ? : Jean-François de Brizay de Denonville, official et vicaire général de Chartres, également évêque de Comminges
- (40e) François Batailler
- (41e) Thomas Dandin, aumônier de la duchesse du Maine, abbé du Gué de Launay (à Vibraye, Sarthe)
- (42e) 1708 - ? : Pierre III Guyet, doyen de Saint-Étienne de Dijon
- (43e) 21 décembre 1709 - : Pierre IV de Morey, chapelain du roi, abbé de Turpenay
- (44e) 1736 - 1758 : N. Baillard († Paris, 22 janvier 1758), ancien instituteur des enfants de France.
- (45e) 1758 - ? : Gaspard Paris, vicaire d'Orléans.

- 16.. - 16.. : François de Cossé-Brissac (31 janv. 1630 - † 1706), Grand Vicaire et Official de Chartres, dit l'abbé de Brissac[37] ; frère puîné de Louis de Cossé 3e duc de Brissac, et de Charles de Cossé-Brissac (1628-1693), jésuite puis abbé de Notre-Dame de Mores.

## Filiation, terrier, propriétés et revenus
La Bussière est fille de l'Abbaye de Cîteaux.
- 1154 : Saint-Bénigne de Dijon donne la villa de Croalt et le sixième de la grange de la Forêt, contre un cens de 9 setiers, convertis (plus tard ?) en une rente de 72 mesures de froment sur la grange de la Forêt[12].
- 1164 : l'évêque d'Autun donne l'église de Crosson[12].
- 1165 : pour 75 sols, l'abbaye acquiert de Guy de la Chaux[38] toutes les possessions de ce dernier dans le territoire des Deux Poiriers[note 8] (Duae Piroy) et au moulin de la Rochette ; son gendre Hugues Robert renonce en 1188 à ses droits sur ces biens. La grange des Deux Poiriers faisait probablement partie de la donation de septembre ou octobre 1131, car en 1159 la Bussière paye sept setiers de grain à Saint-Vivant[39].
- ~1169 : Guillaume de Beire et son frère Haymond donnent toutes leurs possessions sur les territoires de Croel (Croalt) et de la Forêt, contre cent sous et un cheval[39].
- 1175 : la Bussière conclut un arrangement avec Cîteaux pour les droits de pâturage sur le territoire des Deux Poiriers[39].
- 1286 : Saint-Bénigne échange la rente de 72 mesures de froment sur la grande de la Forêt, contre une terre sur Veuvey appartenant à la Bussière « et beaucoup d'autres terres »[12].
- ~1180 : Garnier de la Chaux lègue un cens dû sur le territoire des Deux Poiriers[39].

## Architecture
La porte d'enceinte est inscrite au titre des monuments historiques depuis le 17 novembre 1966. Puis, le 22 novembre 1981, l'église et le cellier du XIIIe siècle (avec pressoir) sont classés, et la chapelle, le réfectoire, le pigeonnier et les vestiges du cloître inscrits.

### Église
L'église jouxtant l'ancienne abbaye est appelée parfois « église paroissiale de l'Assomption », parfois « église Notre-Dame-des-Trois-Vallées ».
L'église est orientée et bâtie en forme de croix latine, et porte le style ogival "primaire" arrivé en Bourgogne sur la fin du XIIe siècle : formes sévères et peu d'ornements. La nef est particulièrement haute ; elle est séparée des bas-côtés par des arcades ogivales sur des piliers carrés dont le chapiteau est fait d'une simple moulure. Il n'y a pas d'abside derrière le chœur, qui se termine par un mur droit percé de deux grandes fenêtres en ogive séparées par un contrefort carré.
Un bas-relief représente Marie debout, cheveux longs tombant sur les épaules, enveloppée d'un manteau et environnée de bandelettes déroulées qui, dans chacun de leurs plis, portent un des attributs que le Cantique des Cantiques donne à l'Épouse et que les litanies appliquent plus tard à Marie. De nombreux symboles s'y trouvent : la tour, l'arche, la maison, l'étoile...
La plus ancienne tombe dans l'église est en avant du chœur entre les transepts ; elle date de 1279 et est celle de Jean de Sombernon, doyen de Pouilly. Les deux tombes les plus richement décorées sont celles de Marguerite de Ventadour, comtesse de Joigny et dame d'Antigny, morte le 7 décembre 1399 ; et de Loys de la Trémoille, sire de Joigny, de Bourbon-Lancy et de Tonnerre, mort le 28 janvier 1465,.
Plusieurs types de tuiles plates de très grande taille (tout à fait hors norme pour des tuiles de Bourgogne) ont été trouvées dans les combles de l'église ; le même type de tuile a également été trouvé dans un comble de l'abbaye de Cluny. La toiture de l'église de la Bussière inclut quelques-unes de ces tuiles. Elles ont été datées du XVIe siècle, de 1520 pour deux lots et 1590 pour un autre lot.

## Mobilier classé MH
Dans l'abbaye et l'église, 64 pièces ou ensemble de pièces de mobilier sont listées ou classées Monuments historiques à titre d'objets.

## L'abbaye de La Bussière dans la littérature
Les étoiles de Compostelle, roman d'Henri Vincenot, a pour cadre d'ouverture la construction de cette abbaye.
Il y est mentionné p. 15 que les moines s'étaient d'abord installés en un lieu-dit "l'Azeraule" (l'Oizerolle),, lieu resté hostile malgré l'ardeur des moines au travail (p. 17) : le premier établissement aurait été sujet à toutes sortes de calamités allant de maladies diverses pour hommes et bêtes à l'éboulement subit de bâtiments à priori construits dans les règles de l'art, accompagnés d'accidents variés comme la mort par foudre ou par écrasement sous un arbre (p. 18).

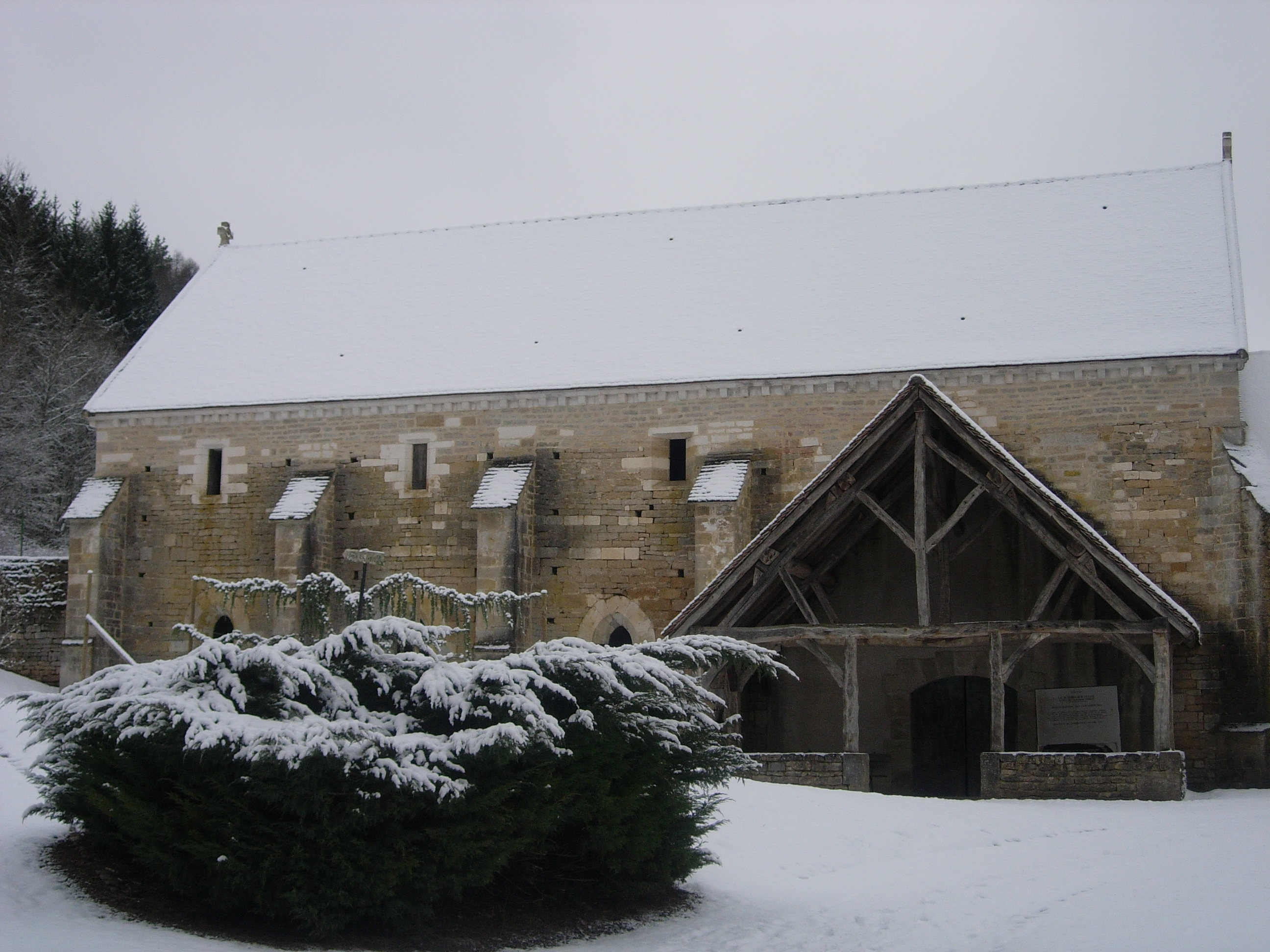
Cellier du XIIIe siècle
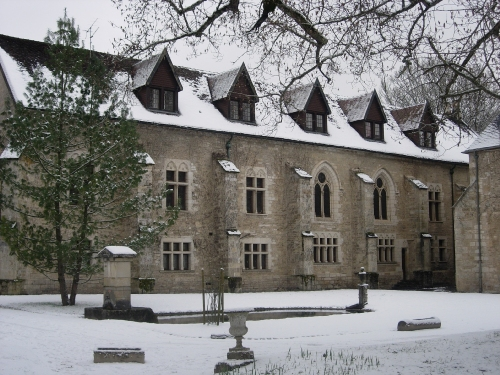
Bâtiment principal
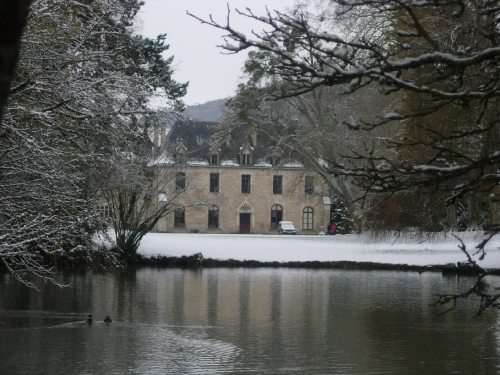
Étang
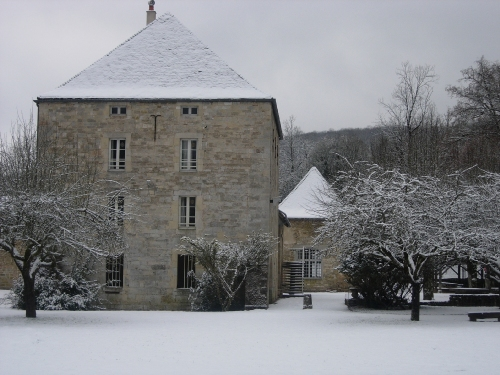
Orangerie
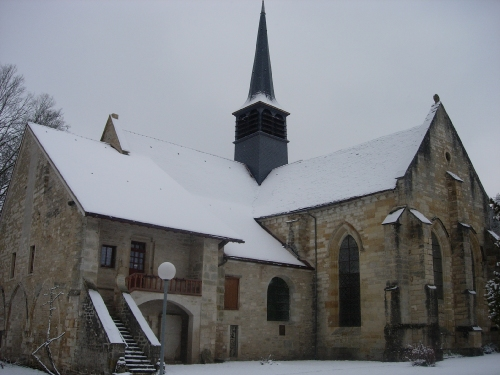
Église